# 東海学生駅伝対校選手権大会
東海学生駅伝対校選手権大会（とうかいがくせいえきでんせんしゅけんたいかい）は東海学生陸上競技連盟と中日新聞社が主催する大学駅伝大会。12月の第2日曜日に男子・女子それぞれの大会が開催される。男子の優勝校は翌年の出雲駅伝の出場権が与えられる。

## コース
2024年よりコースが変更された。美浜町運動公園陸上競技場を起点に美浜町・南知多町を男子は2周（全6区間・54.9km）、女子は1周（全5区間・21.1km）するコースで行われる。

### 現コース記録（男子）
- 1区（7.0km）：美浜町運動公園陸上競技場～美浜町学校給食センター折り返し～美浜町運動公園陸上競技場
  - 区間記録：松村公平（名古屋大学4年・第86回）21分47秒
- 2区（11.3km）：美浜町運動公園陸上競技場～食と健康の館～南知多中学校～知多南部クリーンセンター
  - 区間記録：中嶋希（岐阜協立大学2年・第86回）、吉田椋哉（愛知工業大学4年・第86回）34分45秒
- 3区（9.2km）：知多南部クリーンセンター～美浜町学校給食センター折り返し～美浜町運動公園陸上競技場
  - 区間記録：吉原諒（名古屋大学4年・第86回）27分23秒
- 4区（9.1km）：美浜町運動公園陸上競技場～食と健康の館～南知多中学校
  - 区間記録：加藤太一（名古屋大学3年・第86回）27分08秒
- 5区（11.4km）：南知多中学校～知多南部クリーンセンター～美浜町学校給食センター折り返し～美浜町運動公園陸上競技場
  - 区間記録：岩島昇汰（皇學館大学4年・第86回）34分49秒
- 6区（6.9km）：美浜町運動公園陸上競技場～美浜町学校給食センター折り返し～美浜町運動公園陸上競技場
  - 区間記録：前野皓士（皇學館大学2年・第86回）21分21秒

### 現コース記録（女子）
- 1区（3.4km）：美浜町運動公園陸上競技場～恋の水神社折り返し～美浜町運動公園陸上競技場
  - 区間記録：瀬木彩花（名城大学2年・第18回）10分16秒
- 2区（5.0km）：美浜町運動公園陸上競技場～食と健康の館
  - 区間記録：米澤奈々香（名城大学3年・第18回）17分23秒
- 3区（4.1km）：食と健康の館～南知多中学校
  - 区間記録：上野寧々（名城大学3年・第18回）13分05秒
- 4区（2.8km）：南知多中学校～知多南部クリーンセンター
  - 区間記録：近藤希美（名城大学1年・第18回）10分22秒
- 5区（5.8km）：知多南部クリーンセンター～美浜町運動公園陸上競技場
  - 区間記録：山田桃子（名城大学1年・第18回）18分38秒

## 2023年までのコース
男子は知多半島を一周する全7区間（63.5km）のコース、女子は知多半島を半周する全5区間（26.6km）のコースで行われた。

### 旧コース記録（男子）
- 1区（8.5km）：武豊緑地（武豊町）～河和口歯科駐車場前（美浜町）
  - 区間記録：桑山楓矢（皇學館大学3年・第81回）25分32秒
- 2区（10.6km）：平野歯科駐車場前（美浜町）～大井鳶ヶ崎北バス停（南知多町）
  - 区間記録：川瀬翔矢（皇學館大学2年・第80回）30分59秒
- 3区（8.1km）：大井鳶ヶ崎北バス停（南知多町）～魚ひろば（南知多町）
  - 区間記録：岸田裕也（名古屋大学M1年・第79回）24分23秒
- 4区（8.3km）：魚ひろば（南知多町）～内海名鉄駐車場（南知多町）
  - 区間記録：村瀬稜治（名古屋大学4年・第85回）25分31秒
- 5区（10.3km）：内海名鉄駐車場（南知多町）～上野間小学校（美浜町）
  - 区間記録：川瀬翔矢（皇學館大学3年・第81回）31分29秒
- 6区（5.4km）：上野間小学校（美浜町）～高砂山公園前（常滑市）
  - 区間記録：中川雄斗（皇學館大学1年・第83回）、花井秀輔（皇學館大学4年・第84回）16分42秒
- 7区（12.3km）：高砂山公園前（常滑市）～半田運動公園陸上競技場（半田市）
  - 区間記録：川瀬翔矢（皇學館大学4年・第82回）36分59秒

### 旧コース記録（女子）
- 1区（3.7km）：武豊緑地（武豊町）～AGC愛知工場前（武豊町）
  - 区間記録：柳樂あずみ（名城大学2年・第17回）11分09秒
- 2区（4.2km）：AGC愛知工場前（武豊町）～河和口歯科駐車場前（美浜町）
  - 区間記録：水口侑子（東海学連混成A/三重大学4年・第2回）13分12秒
- 3区（5.9km）：平野歯科駐車場前（美浜町）～中村運送駐車場（美浜町）
  - 区間記録：加世田梨花（名城大学4年・第14回）18分10秒
- 4区（4.7km）：中村運送駐車場（美浜町）～大井鳶ヶ崎北バス停（南知多町）
  - 区間記録：池田絵里香（名城大学2年・第5回）15分48秒
- 5区（8.1km）：大井鳶ヶ崎北バス停（南知多町）～魚ひろば（南知多町）
  - 区間記録：八木絵里（名城大学2年・第4回）26分53秒

## 歴代優勝校

### 男子
| 回 | 開催日         | 優勝校             | 優勝タイム    | コース                       | 距離    |
| -- | -------------- | ------------------ | ------------- | ---------------------------- | ------- |
| 1  | 1937年1月10日  | 三重高等農林学校   | 8時間23分28秒 | 伊勢神宮～熱田神宮           | 133.0km |
| 2  | 1938年1月16日  | 三重高等農林学校   | 8時間25分59秒 | 伊勢神宮～熱田神宮           | 127.0km |
| 3  | 1939年1月15日  | 三重高等農林学校   | 8時間32分13秒 | 伊勢神宮～熱田神宮           | 128.4km |
| 4  | 1940年1月14日  | 神宮皇學館         | 8時間21分48秒 | 伊勢神宮～熱田神宮           | 129.3km |
| 5  | 1941年1月12日  | 三重高等農林学校   | 8時間05分41秒 | 伊勢神宮～熱田神宮           | 129.3km |
| 6  | 1942年1月11日  | 名古屋高等商業学校 | 8時間14分26秒 | 伊勢神宮～熱田神宮           | 129.0km |
| 7  | 1943年1月10日  | 岐阜高等農林学校   | 8時間03分20秒 | 伊勢神宮～熱田神宮           | 129.0km |
| 8  | 1947年2月2日   | 三重農林専門学校   | 7時間31分00秒 | 伊勢神宮～熱田神宮           | 130.8km |
| 9  | 1948年1月15日  | 岐阜農林専門学校   | 5時間34分30秒 | 名古屋～岐阜～犬山～名古屋   | 95.0km  |
| 10 | 1949年2月6日   | 三重師範学校       | 5時間45分05秒 | 名古屋～岐阜～犬山～名古屋   | 93.0km  |
| 11 | 1950年2月5日   | 三重大学           | 5時間58分57秒 | 桑名～大垣～岐阜～名古屋     | 93.8km  |
| 12 | 1951年1月21日  | 三重大学           | 5時間46分02秒 | 名古屋～岐阜～犬山～名古屋   | 82.5km  |
| 13 | 1952年1月20日  | 愛知学芸大学       | 5時間23分50秒 | 名古屋～岐阜～犬山～名古屋   | 82.5km  |
| 14 | 1953年1月18日  | 愛知学芸大学       | 5時間25分00秒 | 名古屋～岐阜～犬山～名古屋   | 83.5km  |
| 15 | 1954年1月24日  | 岐阜大学           | 5時間26分52秒 | 名古屋～岐阜～犬山～名古屋   | 92.7km  |
| 16 | 1955年1月23日  | 名城大学           | 5時間05分43秒 | 名古屋～岐阜～犬山～名古屋   | 85.8km  |
| 17 | 1956年1月22日  | 中京大学           | 4時間55分45秒 | 名古屋～岐阜～犬山～名古屋   | 83.6km  |
| 18 | 1957年1月20日  | 中京大学           | 4時間56分36秒 | 名古屋～岐阜～犬山～名古屋   | 82.1km  |
| 19 | 1958年1月19日  | 中京大学           | 4時間38分21秒 | 名古屋～岐阜～犬山～名古屋   | 83.7km  |
| 20 | 1959年1月18日  | 中京大学           | 4時間38分42秒 | 名古屋～岐阜～犬山～名古屋   | 83.5km  |
| 21 | 1960年1月17日  | 中京大学           | 4時間40分13秒 | 名古屋～岐阜～犬山～名古屋   | 83.5km  |
| 22 | 1961年1月22日  | 中京大学           | 3時間44分26秒 | 半田～常滑～豊浜～大井～半田 | 68.2km  |
| 23 | 1962年1月21日  | 中京大学           | 3時間43分48秒 | 半田～常滑～豊浜～大井～半田 | 68.2km  |
| 24 | 1963年1月20日  | 中京大学           | 3時間37分48秒 | 半田～常滑～豊浜～大井～半田 | 68.2km  |
| 25 | 1964年12月8日  | 中京大学           | 3時間37分45秒 | 半田～常滑～豊浜～大井～半田 | 68.2km  |
| 26 | 1965年1月17日  | 中京大学           | 3時間39分01秒 | 半田～常滑～豊浜～大井～半田 | 68.2km  |
| 27 | 1966年1月16日  | 中京大学           | 3時間39分51秒 | 半田～常滑～豊浜～大井～半田 | 68.2km  |
| 28 | 1967年12月11日 | 中京大学           | 3時間36分22秒 | 半田～常滑～豊浜～大井～半田 | 68.3km  |
| 29 | 1968年1月21日  | 中京大学           | 3時間56分00秒 | 半田～常滑～豊浜～河和～板山 | 74.0km  |
| 30 | 1969年1月19日  | 中京大学           | 3時間31分22秒 | 半田～常滑～豊浜～大井～半田 | 68.1km  |
| 31 | 1970年1月18日  | 中京大学           | 3時間03分07秒 | 半田～常滑～豊浜～河和～半田 | 60.6km  |
| 32 | 1970年12月13日 | 中京大学           | 3時間55分00秒 | 半田～内海～河和～内海～半田 | 78.9km  |
| 33 | 1971年12月12日 | 中京大学           | 4時間33分45秒 | 半田～内海～師崎～内海～半田 | 84.9km  |
| 34 | 1972年12月17日 | 中京大学           | 4時間24分38秒 | 半田～内海～師崎～内海～半田 | 84.7km  |
| 35 | 1973年12月9日  | 中京大学           | 4時間23分50秒 | 半田～内海～師崎～内海～半田 | 84.7km  |
| 36 | 1974年12月8日  | 中京大学           | 4時間31分50秒 | 半田～内海～師崎～内海～半田 | 84.7km  |
| 37 | 1975年12月14日 | 中京大学           | 4時間26分06秒 | 半田～内海～師崎～内海～半田 | 84.7km  |
| 38 | 1976年12月12日 | 中京大学           | 4時間30分53秒 | 半田～内海～師崎～内海～半田 | 84.8km  |
| 39 | 1977年12月11日 | 中京大学           | 4時間27分59秒 | 半田～内海～師崎～内海～半田 | 84.5km  |
| 40 | 1978年12月10日 | 中京大学           | 4時間27分04秒 | 半田～内海～師崎～内海～半田 | 84.6km  |
| 41 | 1979年12月9日  | 中京大学           | 5時間19分16秒 | 半田～内海～大井～河和～半田 | 104.3km |
| 42 | 1980年12月14日 | 中京大学           | 5時間21分54秒 | 半田～内海～大井～河和～半田 | 104.3km |
| 43 | 1981年12月13日 | 中京大学           | 5時間18分09秒 | 半田～内海～大井～河和～半田 | 103.0km |
| 44 | 1982年12月12日 | 中京大学           | 5時間14分54秒 | 半田～内海～大井～河和～半田 | 103.0km |
| 45 | 1983年12月11日 | 中京大学           | 5時間21分28秒 | 半田～内海～大井～河和～半田 | 103.0km |
| 46 | 1984年12月9日  | 中京大学           | 5時間18分55秒 | 半田～内海～大井～河和～半田 | 103.0km |
| 47 | 1985年12月8日  | 中京大学           | 5時間22分32秒 | 半田～内海～大井～河和～半田 | 103.0km |
| 48 | 1986年12月14日 | 中京大学           | 5時間08分54秒 | 半田～内海～大井～河和～半田 | 101.5km |
| 49 | 1987年12月13日 | 中京大学           | 5時間17分56秒 | 半田～内海～大井～河和～半田 | 103.0km |
| 50 | 1988年12月11日 | 中京大学           | 3時間30分46秒 | 半田～常滑～豊浜～河和～半田 | 68.0km  |
| 51 | 1989年12月10日 | 中京大学           | 3時間30分04秒 | 半田～常滑～豊浜～河和～半田 | 68.6km  |
| 52 | 1990年12月9日  | 中京大学           | 3時間27分46秒 | 半田～常滑～豊浜～河和～半田 | 68.6km  |
| 53 | 1991年12月8日  | 名古屋商科大学     | 3時間28分27秒 | 半田～常滑～豊浜～河和～半田 | 68.6km  |
| 54 | 1992年12月13日 | 名古屋商科大学     | 3時間29分47秒 | 半田～常滑～豊浜～河和～半田 | 68.6km  |
| 55 | 1993年12月12日 | 中京大学           | 3時間29分25秒 | 半田～常滑～豊浜～河和～半田 | 65.3km  |
| 56 | 1994年12月11日 | 愛知工業大学       | 3時間19分00秒 | 半田～常滑～豊浜～河和～武豊 | 65.3km  |
| 57 | 1995年12月3日  | 名古屋商科大学     | 3時間21分22秒 | 半田～常滑～豊浜～河和～武豊 | 64.5km  |
| 58 | 1996年12月1日  | 名古屋商科大学     | 3時間21分46秒 | 半田～常滑～豊浜～河和～武豊 | 64.5km  |
| 59 | 1997年12月7日  | 愛知工業大学       | 3時間21分05秒 | 半田～常滑～豊浜～河和～武豊 | 64.5km  |
| 60 | 1998年12月6日  | 名古屋商科大学     | 3時間22分35秒 | 半田～常滑～豊浜～河和～武豊 | 64.5km  |
| 61 | 1999年12月5日  | 名古屋商科大学     | 3時間19分44秒 | 半田～常滑～豊浜～河和～武豊 | 64.5km  |
| 62 | 2000年12月3日  | 名古屋商科大学     | 3時間19分05秒 | 半田～常滑～豊浜～河和～武豊 | 64.5km  |
| 63 | 2001年12月2日  | 愛知工業大学       | 3時間17分47秒 | 半田～常滑～豊浜～河和～武豊 | 64.5km  |
| 64 | 2002年12月1日  | 愛知工業大学       | 3時間17分52秒 | 半田～常滑～豊浜～河和～武豊 | 64.5km  |
| 65 | 2003年12月7日  | 愛知工業大学       | 3時間21分54秒 | 半田～常滑～豊浜～河和～武豊 | 64.5km  |
| 66 | 2004年12月5日  | 中京大学           | 3時間24分21秒 | 半田～常滑～豊浜～河和～武豊 | 64.5km  |
| 67 | 2005年12月4日  | 名古屋大学         | 3時間20分29秒 | 武豊～河和～豊浜～常滑～半田 | 63.7km  |
| 68 | 2006年12月3日  | 愛知工業大学A      | 3時間21分47秒 | 武豊～河和～豊浜～常滑～半田 | 63.5km  |
| 69 | 2007年12月2日  | 愛知工業大学A      | 3時間22分54秒 | 武豊～河和～豊浜～常滑～半田 | 64.5km  |
| 70 | 2008年12月7日  | 愛知工業大学A      | 3時間22分54秒 | 武豊～河和～豊浜～常滑～半田 | 64.5km  |
| 71 | 2009年12月6日  | 中京大学           | 3時間26分26秒 | 武豊～河和～豊浜～常滑～半田 | 64.5km  |
| 72 | 2010年12月5日  | 中京大学A          | 3時間21分48秒 | 武豊～河和～豊浜～常滑～半田 | 64.5km  |
| 73 | 2011年12月4日  | 愛知工業大学A      | 3時間24分43秒 | 武豊～河和～豊浜～常滑～半田 | 64.5km  |
| 74 | 2012年12月2日  | 中京大学A          | 3時間22分07秒 | 武豊～河和～豊浜～常滑～半田 | 64.5km  |
| 75 | 2013年12月1日  | 中京大学A          | 3時間22分36秒 | 武豊～河和～豊浜～常滑～半田 | 64.5km  |
| 76 | 2014年12月7日  | 中京大学A          | 3時間21分49秒 | 武豊～河和～豊浜～常滑～半田 | 63.5km  |
| 77 | 2015年12月6日  | 愛知工業大学       | 3時間19分54秒 | 武豊～河和～豊浜～常滑～半田 | 63.5km  |
| 78 | 2016年12月4日  | 岐阜経済大学A      | 3時間18分05秒 | 武豊～河和～豊浜～常滑～半田 | 63.5km  |
| 79 | 2017年12月9日  | 皇學館大学         | 3時間18分38秒 | 武豊～河和～豊浜～常滑～半田 | 63.5km  |
| 80 | 2018年12月9日  | 皇學館大学A        | 3時間17分15秒 | 武豊～河和～豊浜～常滑～半田 | 63.5km  |
| 81 | 2019年12月1日  | 皇學館大学A        | 3時間13分59秒 | 武豊～河和～豊浜～常滑～半田 | 63.5km  |
| 82 | 2020年12月13日 | 皇學館大学         | 3時間16分13秒 | 武豊～河和～豊浜～常滑～半田 | 63.5km  |
| 83 | 2021年12月12日 | 皇學館大学A        | 3時間16分10秒 | 武豊～河和～豊浜～常滑～半田 | 63.5km  |
| 84 | 2022年12月11日 | 皇學館大学A        | 3時間17分02秒 | 武豊～河和～豊浜～常滑～半田 | 63.5km  |
| 85 | 2023年12月10日 | 名古屋大学A        | 3時間16分15秒 | 武豊～河和～豊浜～常滑～半田 | 63.5km  |
| 86 | 2024年12月8日  | 皇學館大学         | 2時間48分19秒 | 美浜・南知多2周              | 54.9km  |

### 女子
| 回 | 開催日         | 優勝校    | 優勝タイム    | コース           | 距離   |
| -- | -------------- | --------- | ------------- | ---------------- | ------ |
| 1  | 2007年12月2日  | 名城大学A | 1時間28分43秒 | 武豊～河和～豊浜 | 26.6km |
| 2  | 2008年12月7日  | 名城大学A | 1時間27分31秒 | 武豊～河和～豊浜 | 26.6km |
| 3  | 2009年12月6日  | 名城大学A | 1時間28分42秒 | 武豊～河和～豊浜 | 26.6km |
| 4  | 2010年12月5日  | 名城大学A | 1時間26分16秒 | 武豊～河和～豊浜 | 26.6km |
| 5  | 2011年12月4日  | 名城大学A | 1時間27分11秒 | 武豊～河和～豊浜 | 26.6km |
| 6  | 2012年12月2日  | 名城大学A | 1時間29分20秒 | 武豊～河和～豊浜 | 26.6km |
| 7  | 2013年12月1日  | 名城大学A | 1時間29分25秒 | 武豊～河和～豊浜 | 26.6km |
| 8  | 2014年12月7日  | 名城大学A | 1時間28分19秒 | 武豊～河和～豊浜 | 26.6km |
| 9  | 2015年12月6日  | 名城大学  | 1時間28分02秒 | 武豊～河和～豊浜 | 26.6km |
| 10 | 2016年12月4日  | 名城大学A | 1時間28分34秒 | 武豊～河和～豊浜 | 26.6km |
| 11 | 2017年12月9日  | 名城大学A | 1時間27分53秒 | 武豊～河和～豊浜 | 26.6km |
| 12 | 2018年12月9日  | 名城大学A | 1時間29分01秒 | 武豊～河和～豊浜 | 26.6km |
| 13 | 2019年12月1日  | 名城大学A | 1時間30分15秒 | 武豊～河和～豊浜 | 26.6km |
| 14 | 2020年12月13日 | 名城大学  | 1時間28分25秒 | 武豊～河和～豊浜 | 26.6km |
| 15 | 2021年12月12日 | 名城大学A | 1時間28分12秒 | 武豊～河和～豊浜 | 26.6km |
| 16 | 2022年12月11日 | 名城大学A | 1時間29分21秒 | 武豊～河和～豊浜 | 26.6km |
| 17 | 2023年12月10日 | 名城大学A | 1時間26分47秒 | 武豊～河和～豊浜 | 26.6km |
| 18 | 2024年12月8日  | 名城大学A | 1時間09分44秒 | 美浜・南知多1周  | 21.1km |